# Stavträsket (Jörns socken, Västerbotten)
Stavträsket är en sjö i Skellefteå kommun i Västerbotten och ingår i Skellefteälvens huvudavrinningsområde. Sjön har en area på 0,908 kvadratkilometer och ligger 246 meter över havet. Sjön avvattnas av vattendraget Skidträskån (Grundträskån).

## Delavrinningsområde
Stavträsket ingår i det delavrinningsområde (722186-169943) som SMHI kallar för Utloppet av Stavträsket. Medelhöjden är 250 meter över havet och ytan är 2,94 kvadratkilometer. Räknas de 22 avrinningsområdena uppströms in blir den ackumulerade arean 236,28 kvadratkilometer. Skidträskån (Grundträskån) som avvattnar avrinningsområdet har biflödesordning 3, vilket innebär att vattnet flödar genom totalt 3 vattendrag innan det når havet efter 85 kilometer. Avrinningsområdet består mestadels av skog (37 procent) och sankmarker (21 procent). Avrinningsområdet har 0,9 kvadratkilometer vattenytor vilket ger det en sjöprocent på 30,7 procent. Bebyggelsen i området täcker en yta av 0,21 kvadratkilometer eller 7 procent av avrinningsområdet.